# George Town (Kajmanski otoci)
George Town je glavni grad britanskog prekomorskog posjeda Kajmanskih otoka. Nalazi se na otoku Grand Cayman i sa svojih 27 704 stanovnika najveće je naselje u britanskim prekomorskim posjedima. Središte je financijske industrije Kajmanskih otoka. U njemu se nalazi više od 600 banaka. Većina njih su male tvrtke koje se nalaze u jednoj sobi, a neke se fizički ni ne nalaze na otoku. Grad također nudi i razne usluge kao što su krstarenje, prijevoz, luka za pretovar tereta, hard rock cafee, kao i nekoliko trgovačkih centara. Zgrade uprave Kajmanskih otoka smještene su u George Townu. Ovdje su skupština, sud i zgrade vladinog ureda. U vladinim zgradama uredi su predsjednika i članova vlade, guvernera i drugih državnika i službenika. U gradu se nalaze i sveučilišta.

## Galerija
- Glavna gradska ulica
- Poslovne zgrade blizu središta
- Obala blizu lučke zgrade
- Gradska luka
- Sveučilišni kampus St Matthew's University
- Vidikovac blizu zračne luke